# スクート・ヘンダーソン
スターリング・ヘンダーソン（Sterling Henderson, 2004年2月3日 - ）は、アメリカ合衆国ジョージア州マリエッタ出身のプロバスケットボール選手。NBAのポートランド・トレイルブレイザーズに所属している。ポジションはポイントガード。登録名のスクートは愛称。

## 経歴

### 生い立ち
ジョージア州マリエッタで生まれ育つ。両親は361°のトレーニングファクトリーを経営している。7人姉弟の下から2番目で、3人の姉もNCAAのディビジョンIでプレーするバスケットボール選手だった。赤ん坊の頃に床を素早く移動する姿から、スクート（Scoot）という愛称をつけられた。

### ハイスクール
3歳上の兄C・Jが在籍していたカールトン・J・ケル高等学校に入学。1年目のシーズンは主にベンチからの出場となった。
2年目のシーズン、州大会1回戦でキャリアハイとなる49得点を記録し、勝利に貢献した。同大会では平均24得点を記録してチームをベスト4まで導いた。
3年目のシーズンは平均32得点を記録。チームを州大会優勝に導き、州の最優秀選手賞を受賞した。
その後、学年変更して卒業を1年早め、プロ転向することを発表した。

### リクルート
世代トップクラスのポイントガードとして注目を集めた。ジョージア大学やオーバーン大学からオファーを受けていたが、大学へは進学せずNBAGリーグでプレーすることを発表した。
| 氏名 | 出身                                                                                | 高校 / 大学                 | 身長               | 体重           | コミット日 |
| --- | ----------------------------------------------------------------------------------- | --------------------------- | ------------------ | -------------- | ---------- |
| スクート・ヘンダーソン PG | マリエッタ                                                                          | カールトン・J・ケル高等学校 | 6 ft 3 in (1.91 m) | 181 lb (82 kg) | —          |
| スクート・ヘンダーソン PG | リクルート スターレーティング: Scout: N/A Rivals: 247Sports: ESPN: ESPNグレード: 92 |                             |                    |                |            |
| 全リクルート順位: Rivals: 13 247Sports: 10 ESPN: 7 |                                                                                     |                             |                    |                |            |
| - 注意: 多くの場合、Scout、Rivals、247Sports、ESPNの間で身長、体重が一致しない可能性がある。 - これらの場合、平均をとっている。ESPNグレードは100ポイントスケールに基づいている。 出典: |                                                                                     |                             |                    |                |            |

### NBAGリーグ・イグナイト
2021年5月21日にNBAGリーグ・イグナイトと2年総額100万ドルの契約を結んだ。
2021-22シーズンは開幕前に肋骨を痛めて出遅れた。2021年11月17日のサウスベイ・レイカーズ戦でプロデビューした。当時17歳であり、Gリーグでプレーした史上最年少の選手となった。続くサンタクルーズ・ウォリアーズ戦でキャリアハイとなる31得点を記録した。2022年2月にはNBAオールスターウィークエンドのライジング・スターズ・チャレンジに選出された。このシーズンは10試合に出場して平均14.7得点を記録した。
2022-23シーズン開幕前の2022年10月に、2023年のNBAドラフトでの全体1位指名候補であるビクター・ウェンバンヤマ擁するメトロポリタンズ92とのエキシビションマッチが行われた。1試合目は28得点・5リバウンド・9アシストを記録し、勝利に貢献した。2試合目は第1Qで右膝を痛め、退場した。シーズン開幕後はGリーグネクストアップ・ゲームに選出され、キャプテンを務めた。

### ポートランド・トレイルブレイザーズ
2023年6月22日に開催された2023年のNBAドラフトでポートランド・トレイルブレイザーズに全体3位で指名され、7月2日に正式にブレイザーズと契約した。
10月25日のロサンゼルス・クリッパーズ戦でNBAデビューを果たし11得点、4アシストを記録したが、チームは111-123で敗れた。12月14日のユタ・ジャズ戦でキャリアハイとなる10アシストを記録したが、チームは114-122で敗れた。
2024年1月14日のフェニックス・サンズ戦でキャリアハイとなる33得点を含む9アシストを記録したが、チームは116-127で敗れた。

## 人物
2022年7月15日にプーマと複数年契約を結んだ。また、同年には自身の名前と、モットーとしている「Overly Determined to Dominate」の商標登録を申請した。

## 個人成績

### NBA

#### レギュラーシーズン
| シーズン | チーム | GP  | GS | MPG  | FG%  | 3P%  | FT%  | RPG | APG | SPG | BPG | PPG  |
| -------- | ------ | --- | -- | ---- | ---- | ---- | ---- | --- | --- | --- | --- | ---- |
| 2023–24  | POR    | 62  | 32 | 28.5 | .385 | .325 | .819 | 3.1 | 5.4 | .8  | .2  | 14.0 |
| 2024–25  | POR    | 66  | 10 | 26.7 | .419 | .354 | .767 | 3.0 | 5.1 | 1.0 | .2  | 12.7 |
| 通算     | 通算   | 128 | 42 | 27.5 | .401 | .340 | .793 | 3.1 | 5.2 | .9  | .2  | 13.3 |

### NBAGリーグ

#### レギュラーシーズン
| シーズン | チーム | GP | GS | MPG  | FG%  | 3P%  | FT%  | RPG | APG | SPG | BPG | PPG  |
| -------- | ------ | -- | -- | ---- | ---- | ---- | ---- | --- | --- | --- | --- | ---- |
| 2021–22  | GLI    | 10 | 4  | 31.5 | .460 | .250 | .778 | 4.6 | 4.8 | 1.6 | .3  | 14.7 |
| 通算     | 通算   | 10 | 4  | 31.5 | .460 | .250 | .778 | 4.6 | 4.8 | 1.6 | .3  | 14.7 |